# Les Danaïdes
Les Danaïdes (deutsch: Die Danaiden) ist eine Tragédie lyrique in fünf Akten von Antonio Salieri, deren Text von François Bailly du Roullet und Louis Théodore Baron de Tschudi, nach einer italienischen Vorlage von Ranieri de’ Calzabigi stammt.
Die Uraufführung fand am 26. April 1784 in der Opéra de Paris statt.
Salieris der französischen Königin Marie-Antoinette gewidmete Oper wurde zunächst als Gemeinschaftsproduktion des Komponisten mit seinem Freund und Förderer Christoph Willibald Gluck angekündigt. Nach dem überwältigenden Erfolg der Premiere ließ Gluck im renommierten Journal de Paris bekanntgeben, dass Salieri der alleinige Verfasser des Werkes sei.
Mit diesem Werk reihte sich Salieri – nach ersten opernreformatorischen Ansätzen in Armida (1771) und L’Europa riconosciuta (1778) – in die unmittelbare Nachfolge Glucks ein. Das durchkomponierte Werk räumt dem Chor eine außerordentlich gewichtige Rolle ein, was das Hauptaugenmerk von dem Liebesdrama zwischen Hypermnestre und ihrem Verlobten Lyncée auf die Massenhochzeit der Danaiden und das ungeheuerliche Massaker während der Hochzeitsnacht lenkt. Die Oper schließt mit einem eindrucksvollen Tableau vivant, das die von Dämonen gepeinigten Schwestern Hypermnestres im Tartarus zeigt. Besonders bemerkenswert ist weiterhin die Ausgestaltung der Rolle der Hypermnestra, die in ihren großen Soloszenen bereits die Opern Spontinis und Cherubinis antizipiert.

## Handlung

### Erster Akt
Tempel am Meeresufer
Danaus und Lyncée schwören am Altar der Göttin Juno, alle einstigen Zwistigkeiten zwischen ihren Familien zu beenden. Bei dieser Gelegenheit sollen die fünfzig Töchter des Danaus mit den fünfzig Söhnen des Egyptus vermählt werden. Hypermnestre und Lyncée preisen ihr künftiges Glück (Duett „Oublions tous ces jours de peine“). Allgemeiner Tanz.

### Zweiter Akt
Unterirdischer Raum des Palastes, der Göttin Nemesis geweiht
Danaus eröffnet seinen Töchtern, dass die Aussöhnung mit Egyptus nur eine Verstellung seines Bruders sei. Dieser wolle ihn stürzen und trachte ihm nach dem Leben. Unter dem Mantel der Freundschaft verberge dieser einen unversöhnlichen Hass gegen ihn.
Danaus befiehlt seinen Töchtern, ihre Gatten in der Hochzeitsnacht zu ermorden. Vor dem Standbild der Nemesis sollen sie Rache schwören. Die Danaiden gehorchen. Vom Altar nimmt Danaus ein Bündel Dolche und verteilt sie an seine Töchter (Arie „Je vous vois frémir de colère“ und Chor „Oui, qu’aux flambeaux des Euménides, l’Hymen allume ses flambeaux“). Hypermnestre, von dem furchtbaren Plan entsetzt, weigert sich, den geforderten Eid zu schwören. Danaus bedroht und verflucht sie.
Hypermnestre beklagt ihr Schicksal, das sie zwingt, sich für ihre Familie oder für Lyncée zu entscheiden (Arie „Foudre céleste! je t’appelle!“).

### Dritter Akt
Geschmückter Garten, Bacchus und den Hochzeitsgöttern geweiht
Man feiert die Hochzeit der jungen Paare. Danaus und die frisch Vermählten kommen, um das Fest mit Tanz und Gesang zu begehen. Hypermnestre weigert sich, die Hochzeitsschale aus Lyncées Hand zu empfangen. Sie flüchtet, da sie sich vor der Verfolgung ihres Vaters fürchtet (Arie „Mon père … mon époux … Dieux!“). Lyncée will ihr folgen, wird aber von Danaus zurückgehalten. Der Chor feiert das Glück der neuen Paare. Jedes Paar wird in sein Hochzeitsgemach geführt (Pantomime G-Dur).

### Vierter Akt
Galerie mit Zugängen zu den Hochzeitsgemächern
Hypermnestre bittet ihren Vater um Gnade. Ihr Flehen, ihre Tränen und Klagen vermögen sein Herz nicht zu erweichen. Danaus verlangt Gehorsam. Er verlässt sie, nur die Palastwache bleibt mit dem Auftrag zurück, die Tür des Brautgemaches zu besetzen.
Die verzweifelte Hypermnestre hat nur einen Wunsch: Lyncée möge sie verlassen (Arie „Vous qui voyez l’excès de ma faiblesse“). Dieser versucht sie zur Flucht zu überreden und bezichtigt sie, als sie sich weigert, der Falschheit (Arie „Au peine aux autels d’Hymenée“). Die Angst vor den Folgen für ihren Vater hält sie von einem Geständnis ab (Duett „Hélas! que ne puis-je te suivre dans les déserts les plus affreux!“). Pélagus kündigt das Zeichen zum Mord an, Lyncée will seinen Brüdern zur Hilfe eilen. Hinter der Szene hört man die Schreie der Unglücklichen (Chor „Arrête, arrête, implacable furie!“). Hypermnestre sinkt ohnmächtig zu Boden.

### Fünfter Akt
Galerie mit Zugängen zu den Hochzeitsgemächern
Hypermnestre erwacht und beweint ihren Gatten, den sie für tot hält (Arie „Père barbare, arrâche-moi la vie“). Danaus erscheint und fragt seine Tochter, ob sie Lyncée getötet habe. Sie verneint. Im Gespräch mit ihrem Vater erfährt sie, dass Lyncée dem Massaker entkommen ist. Danaus lässt die Ungehorsame in Ketten legen und befiehlt, Lyncée zu suchen. Die Danaiden wollen die Rache ihres Vaters vollenden, nachdem dieser ihnen von der Flucht Lyncées berichtet hat (Chor „Gloire! Gloire! Évan!“). Inzwischen hat Lyncée seine Krieger um sich geschart und dringt in den Palast ein. Danaus lässt Hypermnestre bringen, um sie zu opfern. Als er zur Tat schreiten will, stürzt sich Pélagus auf ihn und ersticht ihn. Hypermnestre wird ohnmächtig. Finsternis bricht herein, die Erde bebt, es donnert. Lyncée und seine Soldaten fliehen. Der Palast versinkt, von Blitzen getroffen.
Verwandlung
Die Hölle mit dem Ufer eines Blutmeeres, in der Mitte ein Felsen
Die Danaiden, gruppenweise gefesselt, werden von Dämonen und Schlangen gequält und von Furien gepeinigt; Danaus ist an den Felsen geschmiedet, seine blutigen Eingeweide werden von einem Geier zerfressen. Vergeblich versuchen die Schwestern, die quälenden Dämonen zu besänftigen. Während das Theater von ihren Schreien erfüllt ist, fällt ständiger Feuerregen.

## Aufführungsgeschichte
An der Pariser Oper standen Les Danaïdes von 1784 bis 1827 insgesamt 127 Mal auf dem Spielplan, außerdem wurde das Stück bereits kurz nach der Premiere ins Deutsche, Dänische und Russische übertragen und in zahlreichen europäischen Metropolen nachgespielt. Die Oper fand unter Salieris Zeitgenossen zahllose Bewunderer, so u. a. Ludwig van Beethoven, Gaspare Spontini oder Louis Joseph Ferdinand Hérold, Victor Hugo und Franz Liszt; noch Richard Wagner und Charles Gounod war das Stück ein Begriff. Hector Berlioz, der 1822 einer Aufführung der Oper beiwohnte, fasste in überschwänglicher Begeisterung für Salieris Komposition den Entschluss, sein Medizinstudium abzubrechen und sich ausschließlich der Musik zu widmen. Honoré de Balzac kommt im zweiten Teil seiner Illusions perdues auf Salieris Schöpfung zu sprechen.
Umarbeitung zu einer deutschen Oper
Um das Jahr 1807 arbeitete Salieri – vermutlich auf Wunsch des Beethoven-Förderers Franz Joseph Maximilian von Lobkowitz – die Oper unter dem Titel Danaus zu einer vieraktigen deutschen Oper um, wobei der Dichter Franz Xaver Huber bedeutende Veränderungen an der Handlung des Stückes vornahm. Salieri komponierte hierzu einige Arien und Ensembles neu. Zu einer Aufführung des ganzen Werkes kam es vermutlich nicht, zu belegen ist lediglich die konzertante Aufführung der beiden Chöre „Hinab im Schoß der Amphitrite“ (III.3) und „Die Liebe folgt dem Bacchus im Geleite“ (III.6) in einem Konzert der Wiener Gesellschaft der Musikfreunde am 7. Januar 1816.
Überarbeitete Fassung für die Pariser Wiederaufnahme 1817
Für die Pariser Wiederaufnahme 1817 arbeitete Salieri einige Nummern um und schrieb mehrere neue Tanzsätze. Sein Kollege Spontini, der die Wiederaufnahme leitete, schrieb als Balletteinlage zusätzlich ein großes Bacchanal. Das breite Publikum war weiterhin begeistert, während kritische Stimmen das Werk als veraltet betrachteten.
Aufführungen in neuerer Zeit und Einspielungen
Les Danaïdes erlebten in jüngerer Zeit einige neue Produktionen, so 1983 in Perugia, 1986 in Wien und Montpellier mit Montserrat Caballé in der Rolle der Hypermnestre unter Gianluigi Gelmetti, 1990 in Ravenna mit der italienischen Sopranistin Daniela Dessì unter dem Dirigat von Claudio Scimone, 1996 in Verona und Zürich, sowie 2006 konzertant bei den Ludwigsburger Schlossfestspielen unter Leitung von Michael Hofstetter und bei den Festivales musicales in Buenos Aires. Im Jahr 1990 erschien zudem eine CD-Produktion der Oper mit dem Südfunk-Chor und dem Radiosinfonieorchester Stuttgart sowie 2007 eine Nachproduktion der Ludwigsburger Aufführung. Die Ballettmusik der Oper wurde 2008 mit weiteren Ouvertüren und Balletten Salieris auf CD veröffentlicht. 2013 wurden Les Danaïdes von Christophe Rousset und den Talens Lyriques konzertant in Paris und Wien gegeben. 2015 erschien ein Mitschnitt dieser Aufführungen bei dem auf französische Musik spezialisierten Label Palazzetto Bru Zane.
Die Ouvertüre zur Oper ist mittlerweile Repertoirebestandteil verschiedener Orchester und durch zahlreiche CD- und Rundfunk-Produktionen dokumentiert.